# Сквер Мациевича
Сквер Мациевича — зелёный участок между домами № 11 и № 13 по Аэродромной улице и домом № 6 по Богатырскому проспекту в Приморском районе Санкт-Петербурга на бывшем Комендантском аэродроме.

## История

### XX век
Сквер образован на площади первого официального аэродрома Российской Империи, вокруг места гибели авиатора, капитана Льва Макаровича Мациевича. Место первоначально отметили деревянным крестом, который в 1912 году (по другим данным — в мае 1911 года) заменили плитой из черного камня в виде надгробия с рельефным крестом, работы архитектора И. А. Фомина.
На верхней плоскости памятника надпись: «На семъ мѣстѣ палъ жертвою долга / 24 сентября 1910 года / совершая полетъ на аэропланѣ Фармана корпуса / корабельныхъ инженеровъ Флота капитанъ / Левъ Макаровичъ / Мациевичъ / Памятникъ сей сооруженъ Высочайше / утвержденнымъ Особымъ Комитетомъ / по усиленію военнаго Флота / на добровольныя пожертвованія, / членомъ котораго состоялъ погибшій.»
В 1960-х годах XX века район стал застраиваться; последние полёты с Комендантского аэродрома были совершены в 1963 году. С начала 1970-х годов на самом аэродроме и прилегающих территориях развернули массовое строительство жилья, при этом местным жителям удалось сохранить памятную плиту.

### XXI век
В 2003 году сквер подвергся опасности уплотнительной застройки: горожане были против, собрали подписи под петицией к тогдашнему губернатору Валентине Ивановне Матвиенко в защиту сквера, организовали митинг у дома № 6 по Богатырскому проспекту. Застройки удалось избежать; более того, Администрация Приморского района провела благоустройство сквера и 18 сентября 2004 года в полдень его «открыли» вновь, что было отмечено в программе ТВ «ВЕСТИ Санкт-Петербург».
В 2017—2018 гг. Администрацией Приморского района Санкт-Петербурга при поддержке СРО А «Объединение строителей СПб»
проведено благоустройство территории сквера.
13 мая 2019 года сквер торжественно «открыли» в очередной раз: была реконструирована детская площадка в авиационной тематике, на подготовленные ранее колонны-основания установили бюсты российских лётчиков, изобретателей и конструкторов:
Лидии Зверевой,
Глеба Котельникова,
Михаила Ефимова,
Владимира Лебедева,
Ивана Орлова и
Игоря Сикорского.
Возвели памятную гранитную стелу-монумент; в центре площадки с бюстами авиаторов расположили бюст Льва Мациевича.

## Галерея

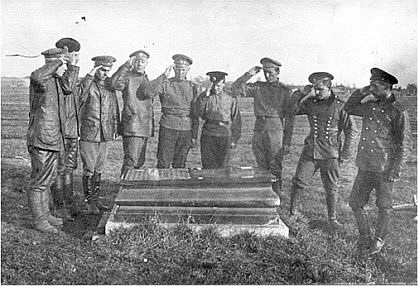
Дань памяти капитану Мациевичу, 1911 г.
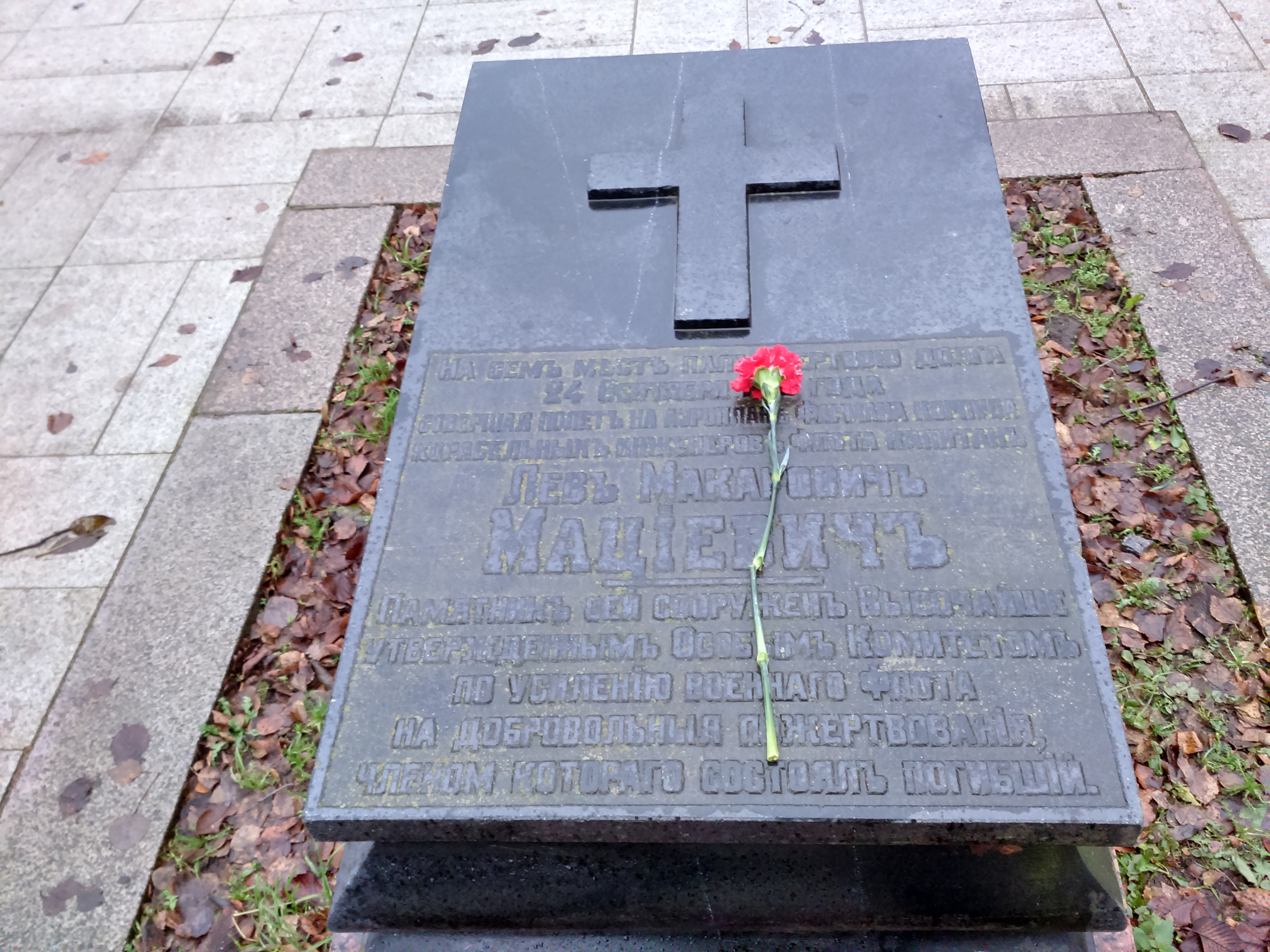
Памятник, 26.11.2017
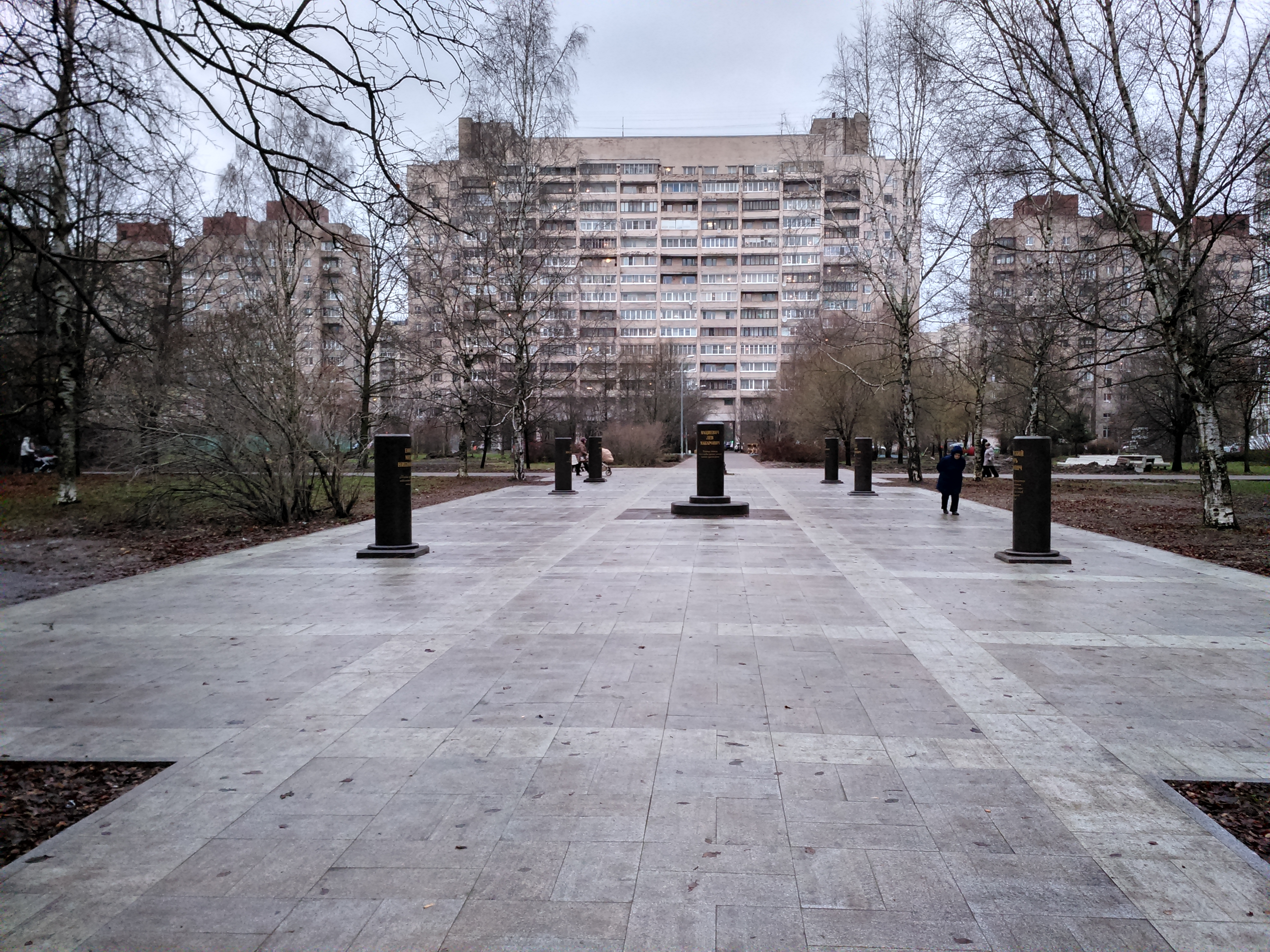
Общий вид с Аэродромной улицы, 26.11.2017
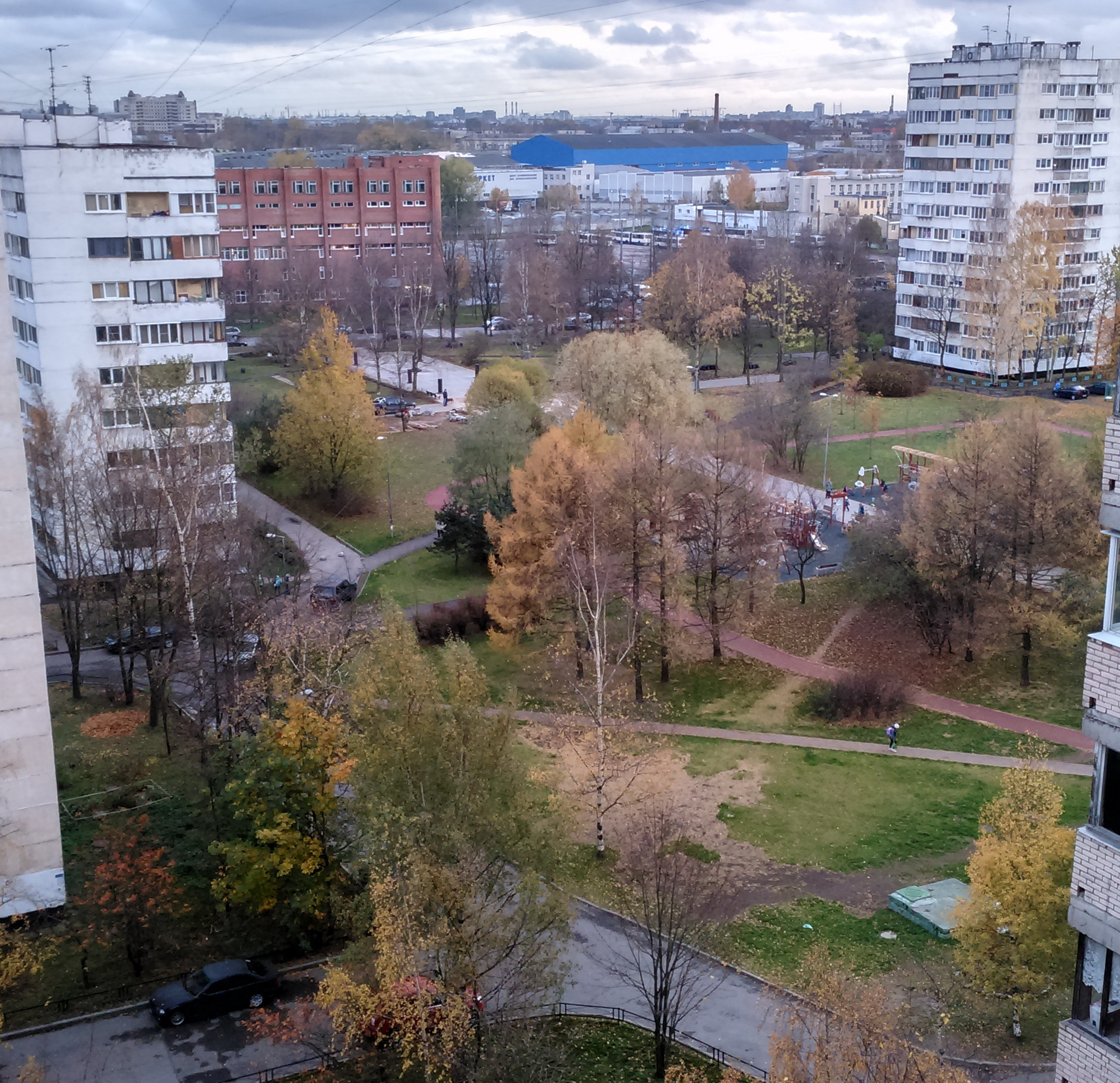
Общий вид сверху, 23.10.2018
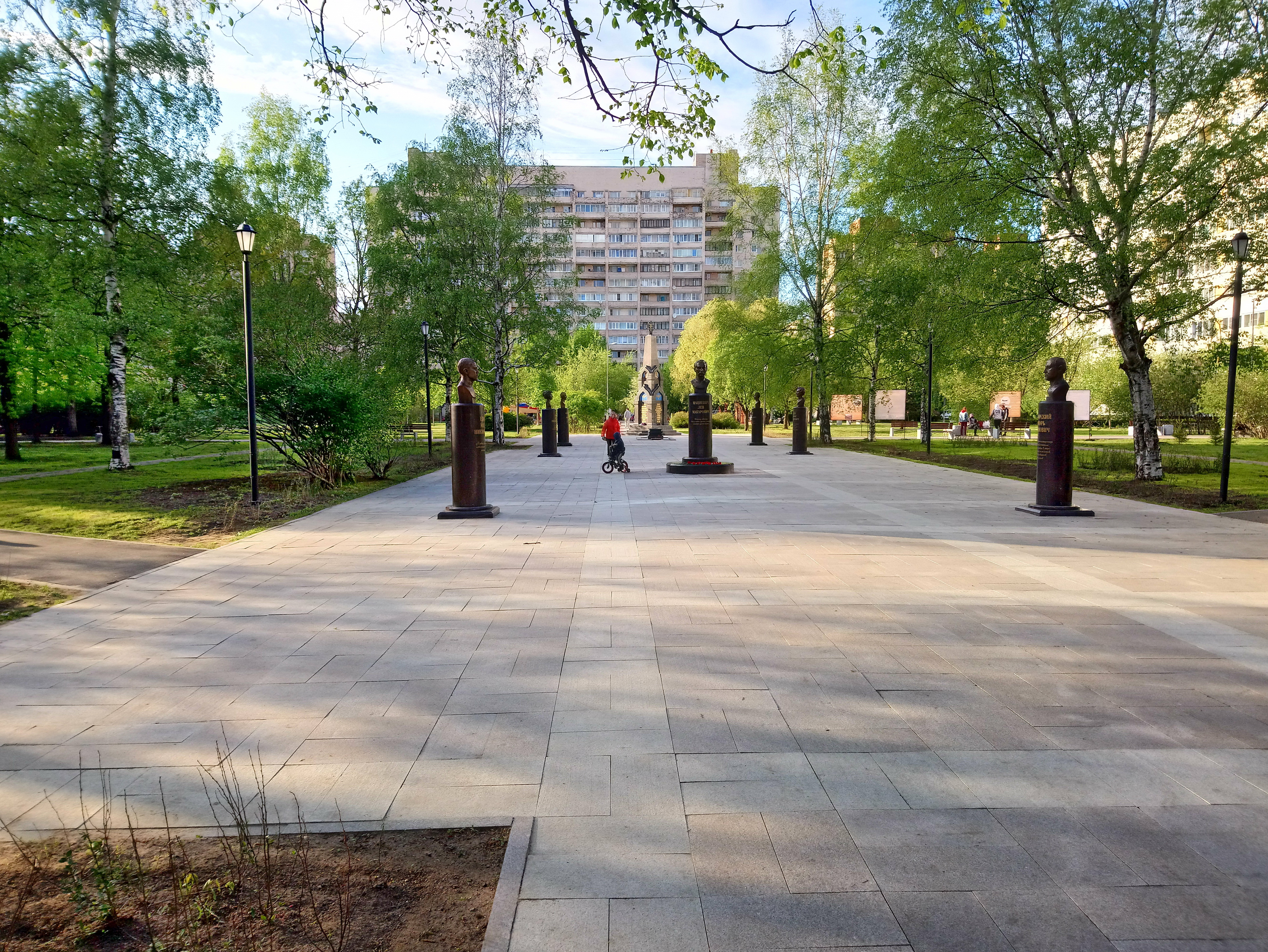
Общий вид с бюстами и монументом, 14.05.2019